# Death Threatz
Death Threatz – drugi wspólny album amerykańskiego rapera MC Eihta i zespołu hip-hopowego Compton’s Most Wanted.

## Lista utworów
1. „Def Wish IV (Tap That Azz)” (Bacon, Tomie Mundy, Andrew Patterson, Tyler) – 5:34
2. „Ain't Nuthin 2 It” (Allen, Tyler) – 5:14
3. „Killin Nigguz” (featuring N.O.T.R.) (Allen, Heisser, Johnson, Tyler) – 5:26
4. „Run 4 Your Life” (Bacon, Mundy, Patterson, Tyler) – 4:38
5. „Endoness” (Reed, Tyler) – 4:41
6. „Thuggin It Up” (Tyler) – 4:06
7. „Love 4 Tha Hood” (featuring Da Foe) (Patterson, Tyler) – 4:54
8. „Fuc 'Em All” (Reed, Tyler) – 4:32
9. „Late Nite Hype Part 2” (Allen, Tyler) – 4:35
10. „Set Trippin” (featuring Boom Bam of N.O.T.R.) (Allen, Heisser, Tyler) – 5:12
11. „Collect My Stripez” (featuring Young Prod) (Bacon, Mundy, Patterson, Tyler) – 4:34
12. „Fuc Your Hood” (Allen, Tyler) – 4:52
13. „You Can't See Me” (featuring Tha Chill of N.O.T.R.) (Allen, Johnson, Tyler) – 4:21
14. „Drugs & Killin” (Allen, Tyler) – 4:21
15. „Killin Season” (Allen, Tyler) – 4:58

## Historia notowań
| Notowanie (1996)                      | Pozycja |
| ------------------------------------- | ------- |
| U.S. Billboard 200                    | 16      |
| U.S. Billboard Top R&B/Hip-Hop Albums | 3       |